# 밀렌 잠파노이
밀렌 장파노이(프랑스어: Mylène Jampanoï, 1980년 7월 12일 ~ )는 프랑스의 배우, 모델이다. 아버지는 중국인이다.

## 출연 작품
- 크림슨 리버 2 - 요한 계시록의 천사들 (2004)
- 오르페브르 36번가 (2004)
- 식물학자의 딸 (2006)
- La Vallée des fleurs (2006)
- 마터스: 천국을 보는 눈 (2008)
- 쿵푸 팬더 (2008) - 프랑스어 더빙
- 선택된 사랑 (2008, Choisir d'aimer)
- 세르주 갱스부르 (2010)
- 히어애프터 (2010)
- 발자크의 나귀 가죽 (2010, La peau de chagrin)
- 로렌스 애니웨이 (2012)
- La Mante religieuse (2012)